# Dacrycarpus cinctus
Dacrycarpus cinctus ist ein Nadelbaum aus der Gattung der Warzeneiben (Dacrycarpus) in der Familie der Steineibengewächse (Podocarpaceae). Das natürliche Verbreitungsgebiet liegt auf Inseln Malesiens, wo sie in alpinen Regenwäldern bis zur Baumgrenze vorkommt. Sie wird in der Roten Liste der IUCN als nicht gefährdet geführt. Das Holz wird zusammen mit dem anderer Steineibengewächse genutzt.

## Merkmale
Dacrycarpus cinctus wächst als zweihäusiger, immergrüner Strauch oder 25 bis 30 selten bis 33 Meter hoher Baum. Der Stamm ist aufrecht und kann einen Brusthöhendurchmesser von bis zu 1 Meter erreichen. Die Stammborke ist dunkelbraun und unter Witterungseinfluss grau oder schwarzgrau. Sie blättert in kleinen Platten oder Streifen ab und gibt dann die darunterliegende rötlichbraune Rinde frei. Die Äste sind verdreht und ausgebreitet und tragen eine große Zahl dicht belaubter Zweige. Die Baumkrone ausgewachsener Bäume ist offen, flach kuppelförmig bis mehr oder weniger flach.

### Zweige und Nadeln
Die belaubten Zweige wachsen ausgebreitet oder aufrecht. Die Blätter sind nadelförmig und mehr oder weniger beidseitig abgeflacht. Die Nadeln sind spiralig angeordnet, an jungen Pflanzen manchmal auch zweireihig. Die Nadeln von Sämlingen sind dünn und ähneln Haaren. An jungen Pflanzen sind sie nur leicht abstehend, nach innen gebogen, auf der Unterseite gekielt, 2 bis 6 und selten bis 10 Millimeter lang und 0,4 bis 0,8 Millimeter breit. Sie haben ein gebogenes, bespitztes Ende. Ausgewachsene Sträucher und Bäume haben kürzere, nur 2 bis 4 Millimeter lange Nadeln, die in einem Winkel von 45 Grad vom Zweig abstehen. Sie sind herablaufend, nach innen gebogen, bespitzt und häufig glauk gefärbt. Beide Nadelseiten bilden Spaltöffnungen, die jedoch auf der Unterseite nur nahe der Basis vorkommen. Auf der Nadeloberseite wachsen sie in zwei oder mehr Reihen beinahe bis zur Spitze.

### Zapfen und Samen
Die Pollenzapfen wachsen einzeln am Ende kurzer oder langer Triebe gegenüber nadelförmiger Blätter. Sie sind anfangs beinahe kugelförmig, verlängern sich jedoch später und sind ausgewachsen 8 bis 10 Millimeter lang und 2 bis 3 Millimeter breit. Die Mikrosporophylle haben ein bespitztes Ende, sind etwa 1,5 Millimeter lang und 0,6 Millimeter breit und tragen jeweils zwei vorstehende Pollensäcke.
Die Samenzapfen wachsen einzeln am Ende kurzer Triebe, an denen abstehende, 2 bis 3 Millimeter lange, gebogene und nadelförmige Blätter wachsen. Das Podocarpium und der Samen werden von Blättern eingeschlossen, die mit 6 bis 11 Millimetern deutlich länger sind. Das reife Podocarpium ist 3 bis 4 Millimeter lang, warzig und rot oder purpurn gefärbt. Je Podocarpium werden meist nur einer, selten zwei Samen gebildet. Die reifen Samen sind zusammen mit dem rundlichen, glatten, hell oder dunkel rotbraunen, manchmal auch glauken Epimatium 4 bis 6 Millimeter lang und enden in einer gebogenen Spitze.

## Verbreitung und Ökologie
Das natürliche Verbreitungsgebiet von Dacrycarpus cinctus liegt auf Borneo im malaysischen Bundesstaat Sarawak, auf Sulawesi, Seram, der zweitgrößten Insel der Molukken, und auf Neuguinea. Man findet sie im montanen Regenwald ab einer Höhe von 1800 Metern bis in alpine Lagen in von Sträuchern und Farnen dominierten Gebieten auf Neuguinea bis in eine Höhe von 3600 Metern. In Sulawesi findet man sie auch in niedrigeren Höhenlagen ab 900 Metern. Im hohen Gebirgswald wächst Dacrycarpus cinctus als großer Baum und ist allein oder zusammen mit Vertretern der Gattung der Scheinbuchen (Nothofagus) und Elaeocarpus, Papuacedrus papuana und auf Neuguinea mit Nadelbäumen aus der Gattung der Steineiben (Podocarpus) die dominierende Art. In Höhen über 3000 Metern werden Bäume aus den Familien Cunoniaceae und der Myrtengewächse (Myrtaceae) häufiger, Dacrycarpus cinctus wächst in diesem Bereich in kleinen Gruppen in sumpfigen und torfigen Grasland zusammen mit Baumfarnen der Gattung Cyathea. Auf Neuguinea wird sie in stark sumpfigen Gebieten durch Dacrycarpus steupii abgelöst. In höheren Lagen bis zur Baumgrenze wächst die Art strauchförmig und wird darüber durch Dacrycarpus compactus ersetzt. Im Übergangsgebiet ähneln sich beide Arten sehr, was durch Hybridisierung verursacht sein könnte, doch gibt es dazu keine Untersuchungen. Das Verbreitungsgebiet kann wahrscheinlich den Winterhärtezonen 9 und 10 zugerechnet werden, mit mittleren jährlichen Minimaltemperaturen von −6,6 bis +4,4 Grad Celsius (20 bis 40 Grad Fahrenheit).

## Gefährdung und Schutz
Dacrycarpus cinctus wurde im Jahr 2010 von der IUCN in der Roten Liste als nicht gefährdet („Least Concern“) eingestuft. Das Verbreitungsgebiet ist sehr groß und Teile der Pflanzen werden häufig in Neuguinea und regelmäßig in Sulawesi für Herbarien gesammelt. Auch wenn die Bestände durch das Fällen der Bäume und durch Entwaldung zurückgehen, ist das Verbreitungsgebiet zu groß und die Art zu häufig, um daraus eine Gefährdung abzuleiten. Zusätzlich gibt es Bestände in mehreren geschützten Gebieten.

## Systematik und Etymologie
Dacrycarpus cinctus ist eine Art aus der Gattung der Warzeneiben (Dacrycarpus), die zur Familie der Steineibengewächse (Podocarpaceae) gezählt wird. Sie wurde 1938 von Robert Knud Friedrich Pilger in Botanische Jahrbücher für Systematik, Pflanzengeschichte und Pflanzengeographie als Podocarpus cinctus (Basionym) erstbeschrieben und damit der Gattung der Steineiben (Podocarpus) zugerechnet. David John de Laubenfels stellte sie 1969 als Dacrycarpus cinctus in die neu aufgestellte Gattung Dacrycarpus. Weitere Synonyme sind Bracteocarpus cinctus (Pilg.) A.V.Bobrov & Melikyan, Bracteocarpus dacrydiifolius (Wasscher) A.V.Bobrov & Melikyan, Dacrycarpus dacrydiifolius (Wasscher) Gaussen und Podocarpus dacrydiifolius Wasscher.
Der Gattungsname Dacrycarpus stammt aus dem Griechischen, dakryon bedeutet „Träne“ und karpos steht für „Frucht“. Das Artepitheton cinctus stammt aus dem Lateinischen und bedeutet „eingeschlossen“ oder „umschlossen“. Es verweist damit auf die von Blättern umgebenen Samenzapfen.

## Verwendung
Das Holz von Dacrycarpus cinctus hat eine hohe Qualität und Bäume werden gefällt, um das Holz zu nutzen. Doch wird beim Fällen nicht zwischen den verschiedenen Vertretern der Steineichengewächse unterschieden. Die Verwendung ist auch ähnlich wie bei Dacrycarpus imbricatus. In Sarawak und auf Sulawesi wird das Holz traditionell zur Errichtung von Langhütten verwendet.